# Jan Vojtěch Voračický z Paběnic
Jan Vojtěch Voračický z Paběnic (německy Johann Adalbert Woracziczky von Babienitz, někdy pouze jako Vojtěch Voračický, † 1627) byl český šlechtic z rodu Voračických z Paběnic.
 

## Život
Narodil se jako syn Adama Voračického a jeho manželky Anny, rozené Kaplířové ze Sulevic. Měl dva bratry Jana, Zdeňka a Mikuláše a osm sester.

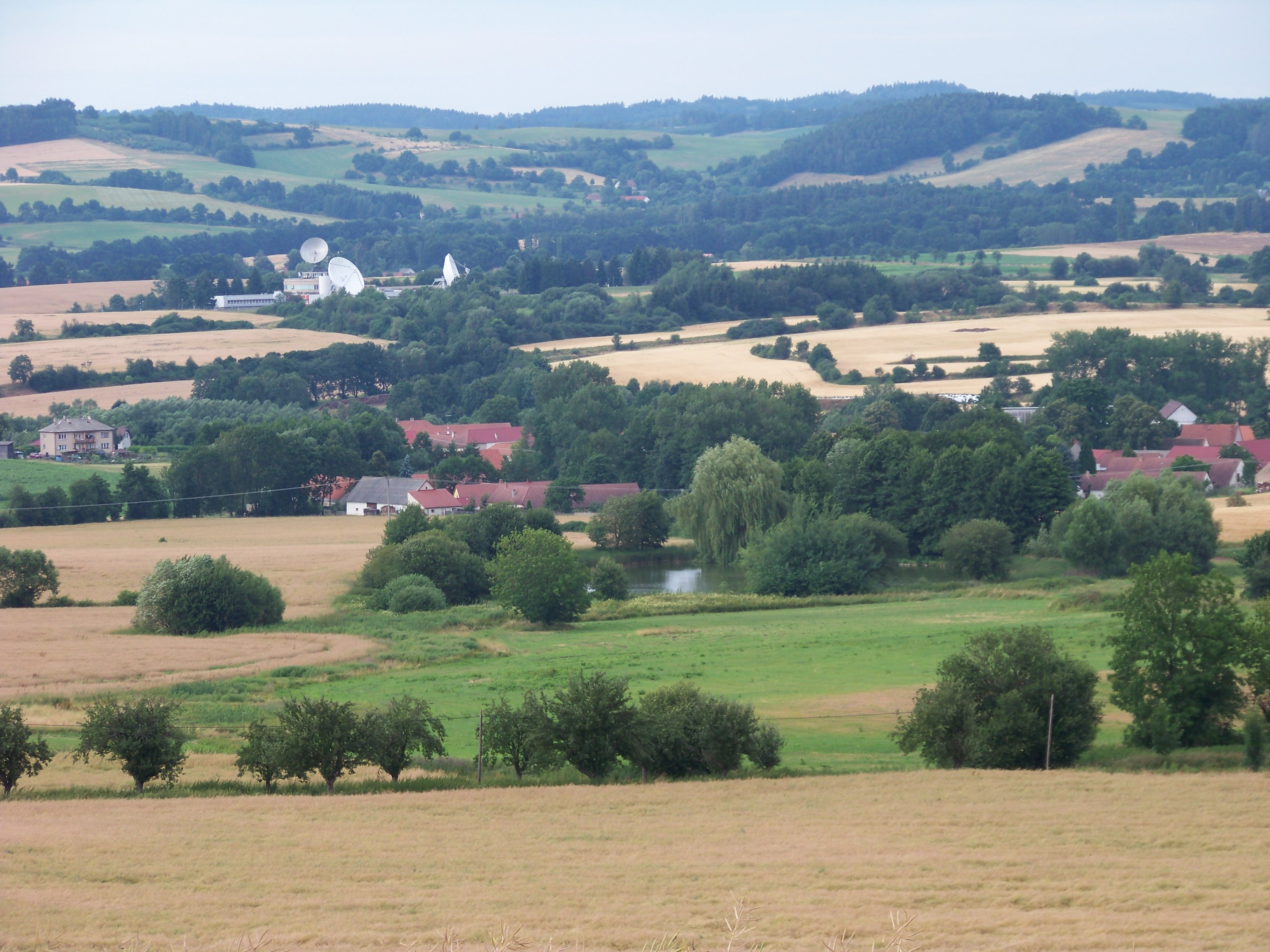
Měšetické panství

Jan Vojtěch po otci zdědil část Prčice. V roce 1603 zakoupil nedaleký Kvašťov, který ovšem po roce 1608 prodal a místo něj koupil roku 1615 Měšetice.
Byl ženatý s Kateřinou Chrtovou ze Rtína, s níž měl syny Jana Ilburka a Jana Lipolta.
Jan Vojtěch Voračický z Paběnic zemřel v roce 1627 a byl pochován v Prčici.